# Spanish Bullfight
Spanish Bullfight è un film dei fratelli Auguste e Louis Lumière, del 1900.
Il film, come buona parte dei cortometraggi dei Lumière, ha intento documentaristico, e rappresenta una corrida spagnola. La particolarità di questo film è però la posizione della cinepresa che non è, come di solito, centrale in campo medio, ma posta fra gli spettatori, assumendo la parvenza di una primitiva forma di inquadratura soggettiva (sembra si tratti dello sguardo di uno degli spettatori).